# Sorokino (rejon krasninski)
Sorokino (ros. Сорокино) – wieś (ros. деревня, trb. dieriewnia) w zachodniej Rosji, w osiedlu miejskim Krasninskoje rejonu krasninskiego w obwodzie smoleńskim.

## Geografia
Miejscowość położona jest nad rzeką Swinaja, 3 km od centrum administracyjnego osiedla miejskiego i całego rejonu (Krasnyj), 49 km od Smoleńska, 21 km od najbliższego przystanku kolejowego (468 km).
W granicach miejscowości znajdują się ulice: Riecznaja, Swietłaja.

## Demografia
W 2010 r. miejscowość zamieszkiwało 5 osób.